# Kärrvägstekel
Kärrvägstekel (Anoplius alpinobalticus) är en stekelart som beskrevs av Wolf 1965. Kärrvägstekel ingår i släktet Anoplius, och familjen vägsteklar. Enligt den finländska rödlistan är arten nationellt utdöd i Finland. Enligt den svenska rödlistan är arten sårbar i Sverige. Arten förekommer på Gotland. Artens livsmiljö är skogar.